# باشگاه فوتبال کوثر مهران
باشگاه فوتبال کوثر مهران یکی از باشگاه‌های فوتبال در استان ایلام ایران است که در جام حذفی فوتبال ایران ۹۵–۱۳۹۴ حضور داشتاین تیم در شهر مهران بنیان‌گذاری شده‌است. این باشگاه هم‌اکنون در لیگ دسته سوم فوتبال ایران بازی می‌کند. تیم فوتبال کوثر مهران تنها نماینده استان ایلام در لیگ دسته سوم است.